# Mr. Mercedes
A Mr. Mercedes Stephen King amerikai író 2014-ben megjelent hardboiled bűnügyi regénye, amely a klasszikus receptet követve a jó és gonosz küzdelmét állítja elénk, s közben félelmetes bepillantást nyújt egy megszállott, gyilkos elme működésébe.
A Bill Hodges nyugalmazott detektív körül forgó mű két további regénnyel alkot trilógiát: ezek az Aki kapja, marja (2015) és az Agykontroll (2016). 2017-ben azonos címmel egy három évadból álló televíziós adaptáció is elkészült, melynek mindegyik évadja a trilógia egy-egy kötetét dolgozza fel.

## Cselekmény
|  | Alább a cselekmény részletei következnek! |

Egy hajnalon szürke Mercedes csapódik be a munkát kereső állástalanok közé, ami nyolc ember életét követeli. Az elkövető motivációja és személye ismeretlen, a rendőrség pedig tehetetlen marad az ügyben. A város sztárnyomozója, Bill Hodges sem tudja lezárni az ügyet, így az még nyugdíjasként is kísérti.
Az egész életében aktív, de azután szinte elfelejtett nyomozó élete céltalanná válik. Ám ekkor váratlanul megkeresi Mr. Mercedes, azaz a mercédeszes gyilkos, és egy halálos macska-egér játékra csábítja. Így csap össze egymással a modern idők bűnözője és a régi idők itt ragadt nyugdíjas nyomozója.
|  | Itt a vége a cselekmény részletezésének! |

## Magyarul
- Mr. Mercedes; fordította: Bihari György; Európa, Budapest, 2014